# NGC 1578
NGC 1578 is een spiraalvormig sterrenstelsel in het sterrenbeeld Goudvis. Het hemelobject werd op 27 december 1834 ontdekt door de Britse astronoom John Herschel.

## Synoniemen
- PGC 15025
- ESO 202-14
- FAIR 771
- AM 0422-514
- IRAS04224-5142